# Джованні Коломбо
Джованні Коломбо (італ. Giovanni Colombo; 6 грудня 1902, Каронно-Пертузелла, королівство Італія — 20 травня 1992, Мілан, Італія) — італійський кардинал. Титулярний єпископ Філіпполі Аравійської і допоміжний єпископ Мілана з 25 жовтня 1960 по 10 серпня 1963.
Архієпископ Мілана з 10 серпня 1963 року по 29 грудня 1979 року. Кардинал-священник з 22 лютого 1965 року, з титулом церкви Санті-Сільвестро-е-Мартіно-ай-Монті з 25 лютого 1965 року.